# Coenosia dorsovittata
Coenosia dorsovittata är en tvåvingeart som beskrevs av Malloch 1920. Coenosia dorsovittata ingår i släktet Coenosia och familjen husflugor.
Artens utbredningsområde är Saskatchewan. Inga underarter finns listade i Catalogue of Life.